# Marieke Kruit
Marieke Kruit (* 1968 in Ilanz, Kanton Graubünden) ist eine Schweizer Politikerin (SP) und seit Anfang 2025 Berner Stadtpräsidentin. Von 2021 bis 2024 war sie Mitglied des Berner Gemeinderats und von 2013 bis 2020 gehörte sie dem Berner Stadtrat an.

## Biografie
Marieke Kruit wuchs als Tochter niederländischer Einwanderer in Turbach bei Gstaad auf. Mit zwölf Jahren wurde sie eingebürgert. Sie absolvierte die kaufmännische Lehre und arbeitete danach als Radio- und Fernsehjournalistin. Nach der Berufsmatur studierte sie Psychologie an der Universität Bern und machte anschliessend die Ausbildung zur Psychotherapeutin. Von 2011 bis 2016 leitete sie die Tagesklinik der Psychiatrischen Dienste Thun. Vom Dezember 2015 bis zu ihrer Wahl in den Gemeinderat hatte sie die Ko-Leitung der psychiatrischen Ambulatorien des Spitals Region Oberaargau inne.
Sie ist mit dem Kommunikationsberater Peter Lauener verheiratet und lebt in Bern.

## Politik

### Positionen
Zu Marieke Kruits politischem Programm gehört die Förderung bezahlbaren Wohnraums, Erhöhung der Chancengleichheit sowie der Einsatz für mehr Nachhaltigkeit in der Stadt Bern. Sie war Präsidentin des Mieterinnen- und Mieterverbands des Kantons Bern.

### Politischer Werdegang
Marieke Kruit wurde am 25. November 2012 erstmals in den Stadtrat gewählt. 2016 wurde sie wiedergewählt. Bei den Gemeinderatswahlen 2020 kandidierte sie als Nachfolgerin für die abtretende Ursula Wyss und wurde mit dem zweitbesten Ergebnis (nach Franziska Teuscher) gewählt.
Kruit nahm bei den Wahlen vom 24. November 2024 um das Stadtpräsidium teil und verpasste dabei als Bestplatzierte das absolute Mehr. Am 26. November gab der zweitplatzierte und damals amtierende Stadtpräsident Alec von Graffenried bekannt, nicht am zweiten Wahlgang teilzunehmen. Da auch alle anderen Gemeinderatsmitglieder auf eine Kandidatur verzichteten, galt nun Kruit als in stiller Wahl gewählt, womit sie die erste Berner Stadtpräsidentin wurde. Sie trat ihr Amt am 1. Januar 2025 an.